# Spongipellis
Spongipellis Pat. (gąbczak) – rodzaj grzybów z rzędu żagwiowców (Polyporales). Obecnie jest to rodzaj już nieistniejący, uznany za synonim rodzaju Sarcodontia

## Systematyka i nazewnictwo
Pozycja w klasyfikacji według Index Fungorum: Incertae sedis, Polyporales, Incertae sedis, Agaricomycetes, Agaricomycotina, Basidiomycota, Fungi.
Synonimy: Irpiciporus Murrill 1905, Somion Adans. 1763.
Nazwę polską podał Stanisław Domański w 1967 r. Obecnie jednak w Polsce nie występuje żaden przedstawiciel tego rodzaju. Tzw. gąbczak piankowy, jedyny, który w Polsce występował, został przeniesiony do rodzaju Sarcodontia (kolcówka).
Gatunki:
- Spongipellis africana Ipulet & Ryvarden 2005
- Spongipellis caseosus (Pat.) Ryvarden 1983
- Spongipellis hypococcineus (Berk.) Pat. 1900
- Spongipellis litschaueri Lohwag 1931
- Spongipellis malicola (Lloyd) Ginns 1984
- Spongipellis subcretaceus (Lloyd) Decock, P.K. Buchanan & Ryvarden 2000
- Spongipellis unicolor (Fr.) Murrill 1907

Wykaz gatunków (nazwy naukowe) na podstawie Index Fungorum.